# Maria Lascaris di Nicea
Maria Lascaris, citata anche come Maria Laskarina (1206 circa – estate 1270), è stata una regina bizantina.
Fu regina consorte d'Ungheria avendo sposato Béla IV d'Ungheria. Era figlia di Teodoro I Lascaris, Basileus dei Romei, e della di lui consorte Anna Comnena Angelina, figlia di Alessio III Angelo e di Eufrosina Ducena Camatera.

## Biografia
Suo padre puntò ad un'alleanza matrimoniale con il  Regno d'Ungheria e nel 1218 diede in sposa la figlia dodicenne Maria al coetaneo principe ereditario ungherese Béla. Con l'occasione Maria si convertì dalla religione greco-ortodossa al cattolicesimo. Quando nel 1220 l'unione di Béla con la principessa bizantina parve al padre di quest'ultimo, Andrea II d'Ungheria, non più opportuna, egli decise di separare il figlio da Maria. Tuttavia Béla fu convinto dai prelati, che tale comportamento sarebbe stato sconsiderato e il matrimonio rimase invariato. Nel settembre 1235 Andrea II morì e il principe ereditario salì al trono come Béla IV, per cui la moglie Maria divenne regina d'Ungheria.
Durante l'invasione mongola dell'Ungheria del 1241, Bela IV mandò la moglie Maria con i suoi figli in una provincia occidentale apparentemente più sicura, vicino al confine con l'Austria. Più tardi il re e la regina rientrarono a Zagabria, da dove Belá IV inviò poi la moglie e i figli più a sud, in Dalmazia. Maria cercò rifugio nella fortezza di Klis, vicino all'attuale Spalato. Dopo il suo arrivo sulla costa adriatica Béla IV si spostò nel porto fortificato di Trogir e nella primavera del  1242 si fece raggiungere dalla moglie, dai figli e dalla corte e s'insediò sulla vicina isola di Čiovo. Le schiere mongole, al comando di Batu Khan devastarono ancora le coste dalmate, ma si ritirarono nuovamente verso l'Asia poiché Batu voleva partecipare alla disputa per la successione al defunto Gran Khan Ögödei.
La regina Maria morì nell'estate del 1270, poco dopo il marito, e fu sepolta accanto a lui nel duomo di Esztergom.

## Discendenza
Maria dette al suo sposo Béla dieci figli:
- Margherita d'Ungheria (* verso il 1220; † 20 aprile 1242), sposò Guglielmo di Saint Omer; morì durante la fuga con la famiglia dopo la battaglia di Mohi
- Cunegonda (Kinga), che sposò Boleslao V di Polonia, beatificata nel 1690 e canonizzata nel 1999, patrona di Polonia e di Lituania
- Anna (* 1226; † 1274 circa), che sposò Rostislao, principe di Kiev (1210 - 1264), la cui figlia, Cunegonda di Slavonia, sposò Ottocaro II di Boemia
- Caterina d'Ungheria (verso il 1229 – 1242), morì durante la fuga con la famiglia dopo la battaglia di Mohi
- Elisabetta d'Ungheria (1236 - 1271), che sposò Enrico XIII di Baviera
- Stefano, che regnò con il nome di Stefano V su Ungheria, Croazia e Dalmazia
- Margherita, santa (1242-1271).
- Iolanda (Jolenta) Helena (verso il 1244 - dopo il 1303), che sposò Boleslao il Pio (dopo il 1221 - 1279), la cui figlia Edvige sposò Ladislao I di Polonia
- Costanza, che sposò Leone I, principe di Galizia.
- Béla (* verso il 1245; † 1269), duca di Slavonia, Croazia e Dalmazia, che sposò Cunegonda di Ascania († verso il 1292), una delle figlie del margravio Ottone III di Brandeburgo

## Ascendenza
|                         |                    |                           | Genitori           |  |  | Nonni |  |  | Bisnonni |  |
|                         |                    |                           |                    |  |  | …     |  |  | …        |  |
|                         |                    |                           |                    |  |  | …     |  |  | …        |  |
|                         |                    | …                         |                    |  |  | …     |  |  |          |  |
| Teodoro I Lascaris      |                    |                           |                    |  |  | …     |  |  |          |  |
|                         |                    | …                         | …                  |  |  |       |  |  |          |  |
|                         |                    | …                         | …                  |  |  |       |  |  |          |  |
|                         |                    | …                         | …                  |  |  |       |  |  |          |  |
| Maria Lascaris di Nicea |                    | …                         |                    |  |  |       |  |  |          |  |
|                         | Alessio III Angelo | Andronico Angelo          |                    |  |  |       |  |  |          |  |
|                         | Alessio III Angelo | Andronico Angelo          |                    |  |  |       |  |  |          |  |
|                         | Alessio III Angelo | Eufrosina Castamonitissa  |                    |  |  |       |  |  |          |  |
| Anna Comnena Angelina   | Alessio III Angelo |                           |                    |  |  |       |  |  |          |  |
|                         |                    | Eufrosina Ducena Camatera | Andronico Camatero |  |  |       |  |  |          |  |
|                         |                    | Eufrosina Ducena Camatera | Andronico Camatero |  |  |       |  |  |          |  |
|                         |                    | Eufrosina Ducena Camatera | …                  |  |  |       |  |  |          |  |
|                         |                    | Eufrosina Ducena Camatera |                    |  |  |       |  |  |          |  |